# Терада Нобору
Терада Нобору (25 листопада 1917 — 26 вересня 1986) — японський плавець.
Олімпійський чемпіон 1936 року.